# 존 캐벗
존 캐벗(영어: John Cabot, 이탈리아어: Giovanni Caboto 조반니 카보토[*]), 1450년? ~ 1499년 8월 14일?)은 이탈리아 출신 잉글랜드의 항해가·탐험가로, 바이킹들의 방문이래 북아메리카 대륙을 발견한 첫 유럽인으로 인정받고 있다. 잉글랜드 헨리 7세의 후원하에 1497년에 진행된 그의 탐험으로 뉴펀들랜드를 발견했으며, 이것이 기초가 되어 영국이 캐나다를 식민지화 할 수 있는 근거가 되었다. 영국의 아메리카 대륙 개척사에 있어서 선구자라고 할 수 있다.
존 캐벗의 탐험 이후 영국은 프랑스와 북미 캐나다 지역에서 식민지 확보 경쟁을 벌였고, 18세기 후반에 발생한 프렌치 인디언 전쟁에서 승리하면서 캐나다의 영유권을 차지하였다.

## 어린 시절
1450년경에 제노바 공화국 카스틸리오네 치아바레제 혹은 나폴리 왕국 가에타에서 태어난것으로 추정되며, 정확한 출생일과 출생지는 알려져 있지 않다. 젊은 시절에 그는 베네치아로 이주하여 그곳의 시민이 되었다. 당시 베네치아는 지중해 무역의 중심지 중 하나였다. 존 캐벗은 이런 환경속에 자연스럽게 해운업과 무역업에 종사하며 항해사로서 많은 경력을 쌓은 것으로 보여진다. 그의 젊은 시절에 대해서는 많이 알려진 바가 없으나 직업적인 이유로 유럽과 중동지역등 많은 곳을 여행했다. 특히 동서양 무역이 활발히 이루어지던 메카를 방문하기도 했다.
1493년, 1차 항해를 마치고 귀국하여 스페인의 국민 영웅된 콜럼버스를 만난후 대서양 탐사와 새로운 서회항로 개척에 대한 야망에 이끌렸던 듯하다. 존 캐벗은 콜럼버스가 남쪽으로 내려갔기 때문에 섬밖에 볼 수 없었다고 판단하여 북쪽으로 가서 중국의 북쪽지역으로 가는 무역로(북서항로)를 개척하려는 계획을 세웠다. 베네치아에서 후원자를 물색하는데 실패한후 잉글랜드 브리스틀과 런던에서 대서양 횡단하여 새로운 무역항로 개척과 새로운 어장을 발견할 가망성에 관심을 둔 상인들을 만나며 투자자들을 물색하였다.

## 북미 탐험

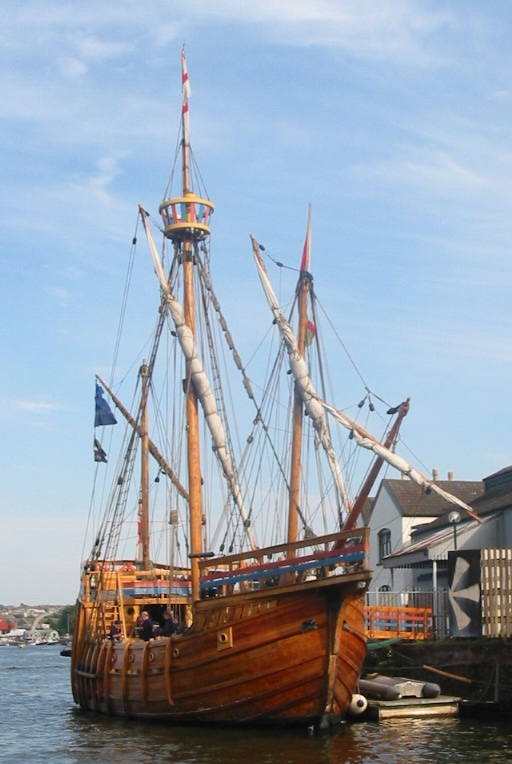
브리스톨에 있는 매슈 호

### 첫번째 항해
잉글랜드의 헨리 7세는 1485년에 30년동안 이어지던 장미전쟁을 종식시킨후 대양진출과 해상무역을 적극 지원하여 오랜 내전으로 침제된 자국 경제를 부흥시키고자 노력하고 있었다. 크고 작은 상선을 건조하여 상인들에게 대여하고 항해조례를 제정하여 자국 상인들의 무역활동을 지원하였다. 1492년에 스페인의 콜럼버스가 신대륙을 발견하자 이에 자극들 받아 신대륙 탐험과 식민지 개척에도 투자하였다. 존 캐벗은 1484년에 런던으로 이주한후 탐험에 대한 투자자와 후원자를 물색중에 헨리 7세와 줄이 닿아 왕으로부터 1496년 3월 5일에 특허장을 발부받았다. 같은해 3월 20일에 존 캐벗은 한척의 배를 이끌고 브리스톨을 출발하여 탐험에 나섰으나 준비부족, 악천후 그리고 선원들과의 분쟁으로 탐험을 포기한채 소득 없이 귀국하였다.

### 두번째 항해

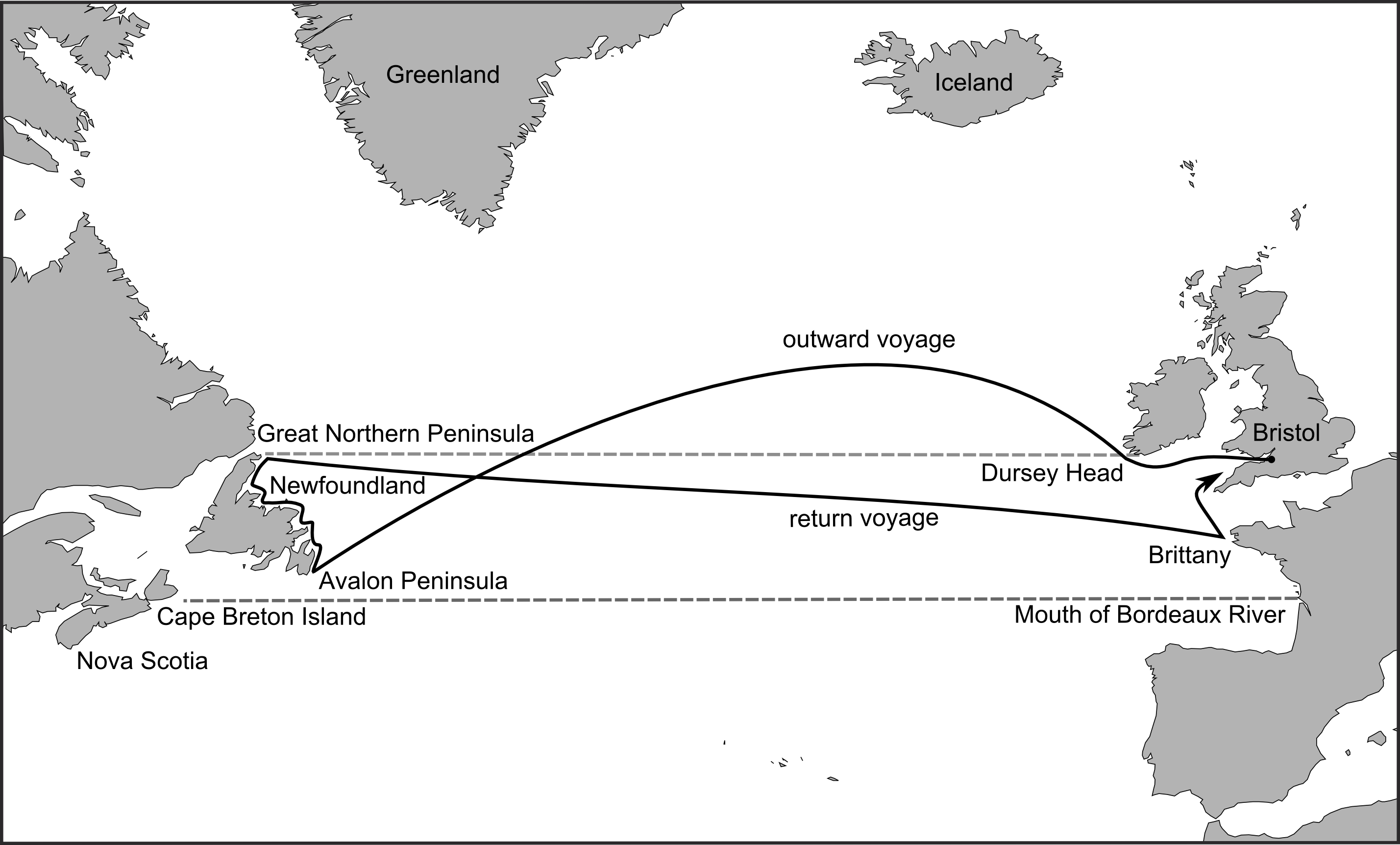
1497년 존 캐벗의 탐험 경로

1497년 5월 2일, 18명의 선원과 메슈호 한척을 이끌고 다시 탐험을 떠났다. 거친 파도와 기후 악화로 배가 아이슬란드 쪽으로 떠내려 가기도 했으나 52일간의 항해 끝에 1497년 6월 24일에 육지를 발견하고 해안에 상륙했다. 마침 그날이 '성요한의 대축일'이라서 그 해안을 '성요한(세인트존스)'이라고 이름을 지었다. 영국 땅임을 선포한후 주변을 좀 더 탐사하였는데 이내 자신이 발견한 육지가 중국이 아니라는 사실을 알게 되었다. 또한 해안지역에는 불을 피웠던 것등 사람이 살았던 흔적을 발견했지만 주민은 발견하지 못했다. 그는 8월 6일에 잉글랜드로 돌아왔고 탐사결과를 국왕에게 보고하였다. 보고를 받은 헨리 7세는 그곳을 '뉴펀들랜드'라고 명명하였다. 후대의 연구가들은 당시에 탐험자료가 부실한 관계로 존 캐벗이 발견한 정확한 지점을 알 수 없지만 래브라도 남부, 뉴펀들랜드 또는 케이프브레턴 섬 중에 어느 한 지점일 것이라고 추측하고 있다.

### 세번째 항해
잉글랜드로 돌아온 존 캐벗은 그 공로를 인정받아 많은 상금과 함께 연금을 받게 되었다. 그는 자신의 탐험 결과중 일부를 다소 과장되게 왕실에 보고 하였고 사람들에게도 부풀려 홍보하였는데 그 결과 많은 이들의 관심을 끌게 되었다. 다음해 1498년 2월 3일 제3차 탐사를 위한 새로운 특허장을 받았다. 같은해 5월에 출발한 제3차 탐사는 5척의 선박과 200명의 선원으로 구성되었다. 출항 후에 곧바로 선박 1척이 고장을 일으켜 아일랜드로 회항하였고 나머지 선박들은 탐험을 위해 대서양으로 향했다. 그러나 이후 존 캐벗이 이끄는 탐험대는 연락이 두절된채 행방불명 되어버렸다. 북아메리카에 방문했을 것으로 추정되는 몇몇 증거가 후대에 발견되었을 뿐이다. 당시의 한 자료에는 이 탐험대가 조난되었다고 나와 있다.

## 사후

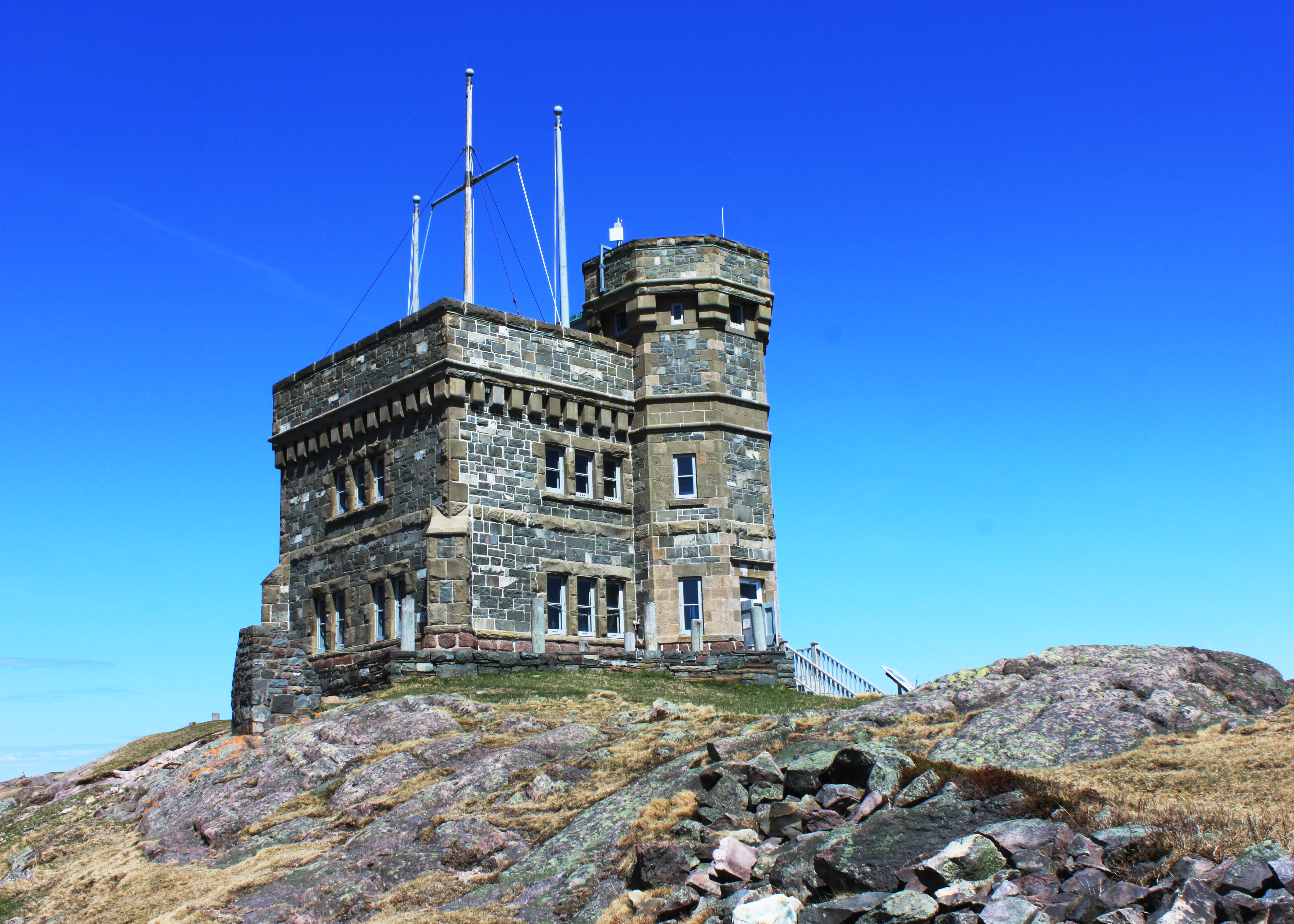
캐나다 뉴펀들랜드 세인트존스에 있는 캐벗탑

### 캐나다 개척
존 캐벗의 사후에도 잉글랜드의 신대륙 탐험은 지속되었다. 존 캐벗의 아들 세바스찬 캐벗이 북서항로 개척 탐험을 했으나 성과를 내지는 못했다. 1499년 브리스틀 상인 윌리엄 웨스턴이 북아메리카를 탐험하였다. 스페인은 16세기초에 남미에 식민지를 건설하였는데, 1529년에 멕시코의 탁스코에서 은광이 발견된 이후 연이어 금광과 은광이 발견되었다. 이에 자극을 받은 프랑스는 잉글랜드가 주춤하는 사이에 북미탐험을 시작했다.
1534년부터 1544년까지 프랑수아 1세의 명을 받은 자크 카르티에가 북미를 탐험하고 발견한 세인트로렌스 만을 프랑스 영토로 선언하였다. 프랑스의 탐험이 잠시 뜸해지자 1583년 험프리 길버트가 잉글랜드의 엘리자베스 1세의 이름으로 뉴펀들랜드를 점령하였다. 그러자 1604년 앙리 4세의 명을 받은 사뮈엘 드 샹플랭이 다시 북미탐험을 하고 정착지인 퀘벡을 건설하여 프랑스가 캐나다를 식민통치하게 되는 기초를 닦았다. 프랑스에 뒤쳐질수 없었던 영국은 탐사대를 보냈는데, 헨리 허드슨이 1610년에 허드슨 만을 발견하였다.

### 식민지 쟁탈
프랑스는 1627년에 뉴프랑스사를 설립하여 본격적으로 캐나다 지역에 대한 식민지화를 시작했다. 영국은 1670년에 허드슨 베이사를 세우고 존 캐벗과 헨리 허드슨의 탐험을 근거로 캐나다에 대한 영유권을 주장했다. 이로 인해 영국과 프랑스는 북아메리카 내륙에서 자주 충돌을 벌이게 되었다. 1756년 유럽에서 7년전쟁이 벌어짐으로 영국과 프랑스는 적대국이 되었으며, 이를 계기로 캐나다 지역에서도 식민지 영유권 쟁탈전이 벌어졌다. 결국 북미에서 벌어진 프렌치 인디언 전쟁에서 승전한 영국이 캐나다의 영유권을 차지하였다.
1898년과 1900년 사이에 세인트존스 소재 시그널힐 국립사적지에 캐벗 타워(Cabot Tower)가 세워졌다. 북미 대륙을 발견한 존 캐벗의 400주년 기념, 그리고 영국 빅토리아 여왕의 즉위 60주년 축하를 위한 것이었다. 이곳의 캐벗타워에서는 1901년 이탈리아의 마르코니가 대서양 횡단 무선 통신을 최초로 수신하였으며 1960년까지 무선 통신탑으로 쓰이기도 했다.

### 제임스 타운
험프리 길버트의 실패 이후 월터 롤리(Walter Raleigh)의 주도하에 북미 버지니아 해안지방을 탐험하였고, 1584년에는 로어노크 섬에 식민지를 건설하였다. 여러차례 이주민을 보냈으나 스페인과의 관계 악화로 보급에 문제가 발생하면서 식민지 건설은 실패로 종료되었다. 그러나 이를 근거로 하여 1607년 런던 주식회사(London Company)가 버지니아에 제임스 타운을 건설하였다. 제임스 타운 시절 여러 어려움은 있었으나 1612년부터 담배 농사 성공이 수출로 이어지면서 경제적으로 자립하게 되어 식민지 정착이 이루어지기 시작했다. 1620년에 청교도들이 메이플라워호를 타고 이주민들이 건너 오는등 북미대륙에 영국에 의한 식민지 개척이 본격적으로 진행되었다.

## 같이 보기
- 대항해시대
- 캐나다